# 素宛
素宛，是哈薩克族譜系中烏孫部落聯盟的一個氏族。素宛是大玉茲哈薩克人中最小的部落，遊牧於準噶爾阿拉套山麓的伊犁河流域內，在哈薩克-準噶爾戰爭期間，該部落正在準噶爾人入侵的路上，遭受了最大的損失，

## 起源
哈薩克史學界有一種觀點認為，他們以前是西突厥咄陸部落聯盟的一部分。其他人則將素宛與尼倫-蒙古速客虔部落相提並論。瓦里漢諾夫認為他們和杜拉特一樣，是蒙古血統部落。
其他一些研究人員的說法，素宛人的歷史始於蒙古征服時期之後。他們與阿勒班也與許兀慎部有密切關係。
根據俄羅斯人阿里斯托夫的說法，在19世紀和20 世紀之交，素宛人的總數為4,000戶(約20000人)。